# CITIC Plaza
23°08′40″B 113°19′10″Đ / 23,14444°B 113,31944°Đ
CITIC Plaza (chữ Hán: 中信廣場, Hán-Việt: Trung Tín quảng trường) là một nhà chọc trời cao 80 tầng ở Thiên Hà Khu thuộc Quảng Châu, Trung Quốc. Đây là công trình kiến trúc cao 391 m tính cả độ cao của hai chóp nhọn ăngten trên nóc. Hoàn thành vào năm 1997, đây là công trình kiến trúc bằng bê tông cao nhất thế giới. Hiện nay nó là tòa nhà chọc trời cao thứ 8 trên thế giới và là tòa nhà cao thứ 4 Trung Quốc.

## Hình ảnh

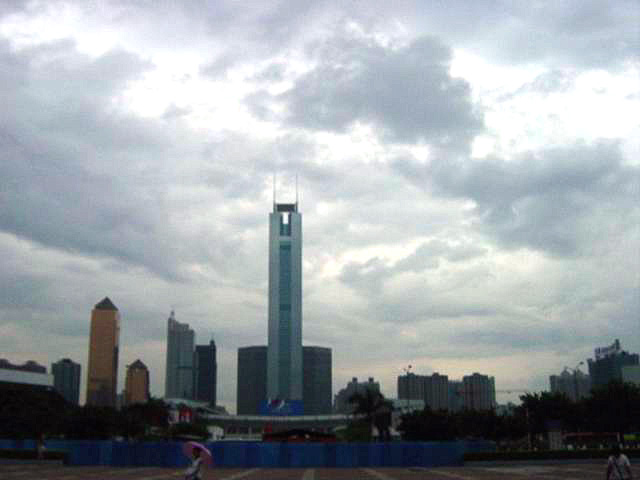
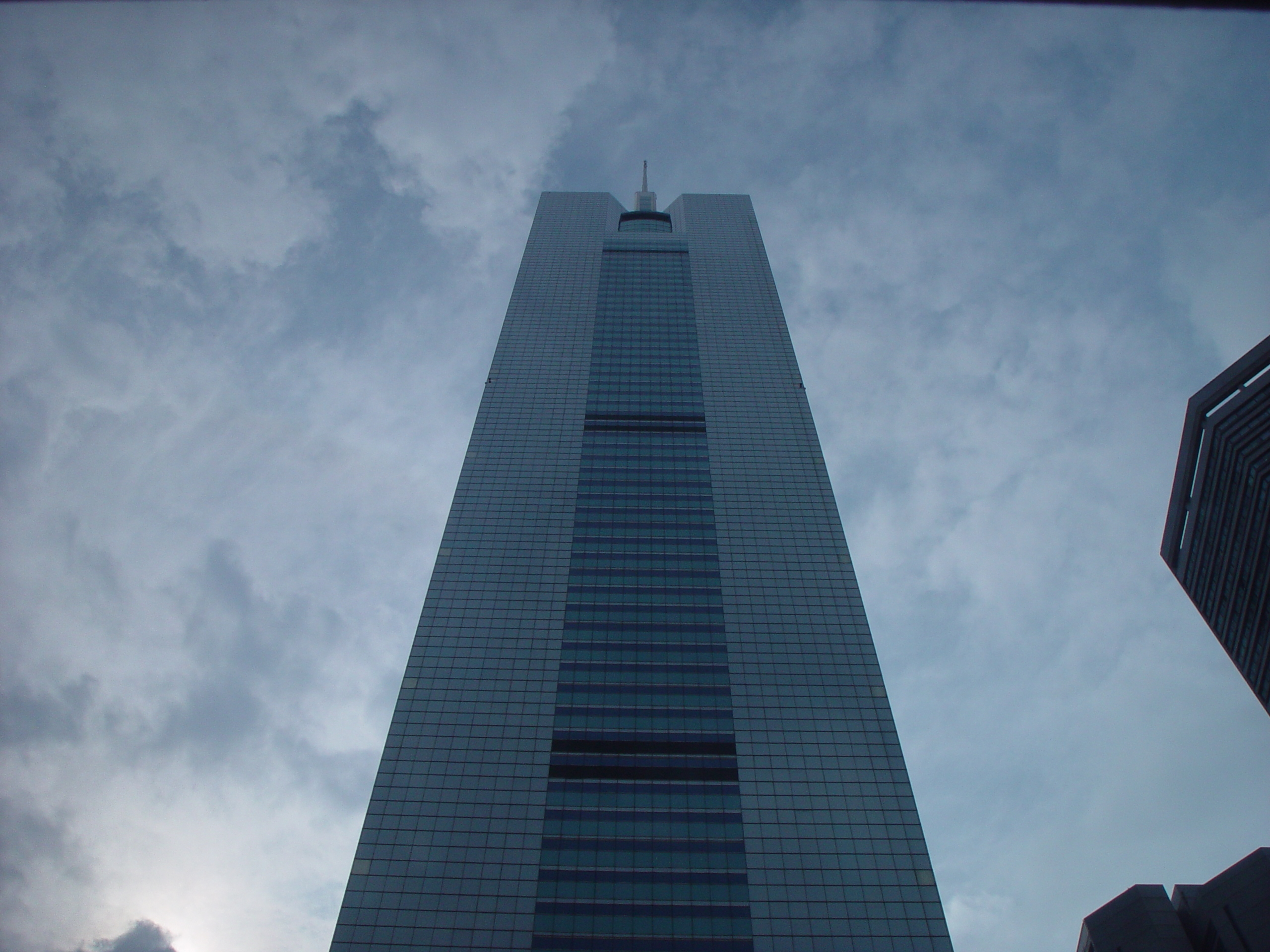